# Stelian Morcov
Stelian Morcov (* 1. listopadu 1951 Azuga, Rumunsko) je bývalý rumunský zápasník, volnostylař.
V roce 1976 vybojoval bronz na olympijských hrách a na mistrovství Evropy. V roce 1975 obsadil páté místo na mistrovství světa.